# Vendytchany
Vendytchany (ukrainien : Вендичани) est une commune urbaine de l'oblast de Vinnytsia, en Ukraine. Elle compte 3 713 habitants en 2021.